# Virginia Brindis de Salas
Virginia Brindis de Salas  (Montevideo, 18 de septiembre de 1908 - Buenos Aires, 6 de abril de 1958) fue una escritora, periodista y activista afrouruguaya.

## Biografía
Nacida como Iris Virginia Salas, adoptó luego el nombre Virginia Brindis de Salas con el que firmó sus obras literarias y artículos periodísticos. Poeta autora de "Pregón de Marimorena" (1946, reeditado en 1952) y "Cien cárceles de amor" (1949), fue la primera mujer negra en publicar un libro en América Latina. Dejó inédita la obra “Cantos de lejanía”, de la que no existen registros actualmente. 
Perteneció al Círculo de Intelectuales, Artistas, Periodistas y Escritores Negros (CIAPEN) del Uruguay. Colaboró activamente con la publicación Nuestra raza, en el período 1939-1948. 
Fue amiga de Juana de Ibarbourou, y recibió el reconocimiento de poetas como Gabriela Mistral y Nicolás Guillén.
En 1954, su poema Tango fue traducido al alemán.

## Obra
- 1946, Pregón de Marimorena (reeditado en 1952).[2]
- 1949, Cien cárceles de amor.[3]